# Gaetano Casati

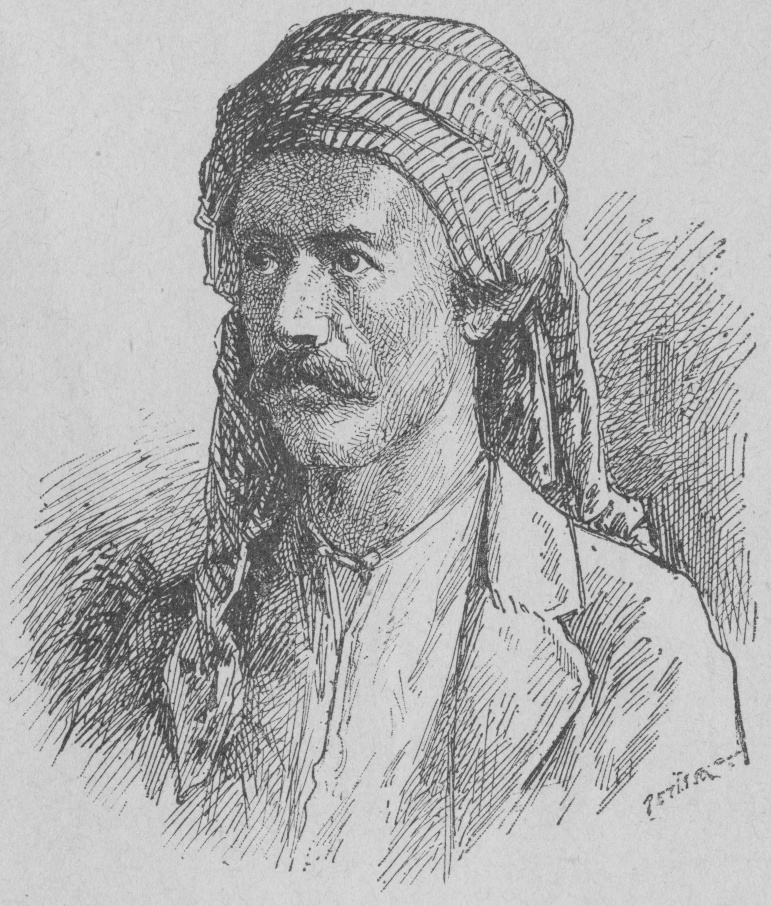
Gaetano Casati

Gaetano Casati, född den 4 september 1838, död den 7 mars 1902 i Como, var en italiensk upptäcktsresande, känd för sina resor i Afrika.
Casati blev 1859 officer i italienska armén, ur vilken han 1879 tog avsked som kapten. Han begav sig på uppdrag av Società per l'esplorazione commerciale dell' Africa till Bahr al-Ghazal-området i Sudan, dit han anlände 1880. Han gick genom azande- och mangbetufolkens länder och emottogs, tillsammans med den ryske upptäcktsresanden Wilhelm Junker, av Emin Pascha i Lado 1883, och blev hans biträde i striden mot mahdisterna.
År 1886 begav sig Casati till kung Kabarega i Unyoro i nuvarande Uganda, av vilken han länge hölls fången och slutligen dömdes till döden, men räddades av nyheten om att Henry Morton Stanley, som vid denna tid hade sänts för att undsätta Emin Pascha från mahdisterna, var i annalkande. 1889 slöt han sig till Stanley och Emin Pascha vid Ukerewe i Tanzania och nådde tillsammans med dem kusten samma år.
Casatis reseskildringar, bland vilka den fullständigaste är Dieci anni in Equatoria e ritorno con Emin pascha (2 delar, 1891), var viktiga bidrag till det europeiska utforskandet av Ekvatorialafrika.